# Євродиско
Євродиско (англ. euro disco) — термін, що описує різновид композицій електронної танцювальної музики, створених у Європі в 1970-х роках. Пісні цього напрямку, як і пісні стилів Європоп та Євроданс — зазвичай легка для сприйняття, приваблива розважальна музика з пружним танцювальним ритмом, англомовними текстами. Вони написані у контрастній куплетній формі. Пісням євродиско властиве використання синтезаторів.
У ширшому значенні термін Євродиско охоплює цілу низку течій електронної танцювальної музики початку 1980-х років, зокрема Італо-диско, Євробіт, а також Європоп-пісні танцювального характеру.
Італійські фани Італо-диско використовували термін євродиско впродовж 1990-х — початку 2000-х років, описуючи неіталійську музику цієї течії, особливо німецьку. В англомовних країнах останнім часом розрізняють терміни «Eurodisco 70-х», що відповідає класичному Євродиско та «Eurodisco 80-х», що описує європейську танцювальну музику небританського походження 1980-х — початку 1990-х років.
В кінці 1980-х років Євродиско потрапило на російську сцену, зокрема в творчості гуртів «Мираж» та Маленький принц. Пісні цього напрямку звучать на щорічному фестивалі «Дискотека 80-х».
Існує кілька сучасних гуртів і сольних виконавців, що співають саме в стилі євродиско, наприклад Systems In Blue, Mark Ashley, російський гурт Night Fox та інші.